# Spilosoma multiguttata
Juxtarctia multiguttata là một loài bướm đêm thuộc phân họ Arctiinae, họ Erebidae.